# Carepalxis beelzebub
Espèce
Synonymes
- Epeira beelzebub van Hasselt, 1873
- Acroaspis tuberculifera Thorell, 1881
- Carepalxis suberosa Thorell, 1881
- Carepalxis tricuspidata Chrysanthus, 1961

Carepalxis beelzebub est une espèce d'araignées aranéomorphes de la famille des Araneidae.

## Distribution
Cette espèce se rencontre en Australie au Victoria, en Tasmanie, en Australie-Méridionale, en Australie-Occidentale et au Queensland, en Papouasie-Nouvelle-Guinée en Nouvelle-Guinée orientale et en Indonésie en Nouvelle-Guinée occidentale.

## Description
La femelle holotype mesure 8 mm.
Le mâle décrit par Castanheira, Dimitrov, Baptista, Scharff et Framenau en 2025 mesure 4 mm et la femelle 6,5 mm, les mâles mesurent de 3,9 à 4,3 mm et les femelles de 6,5 à 8,9 mm.

## Systématique et taxinomie
Cette espèce a été décrite sous le protonyme Epeira beelzebub par van Hasselt en 1873. Elle est placée dans le genre Carepalxis par Rainbow en 1911.
Acroaspis tuberculifera, Carepalxis suberosa et Carepalxis tricuspidata ont été placées en synonymie par Castanheira, Dimitrov, Baptista, Scharff et Framenau en 2025.

## Publication originale
- van Hasselt, 1887 : « Araneae exoticae, quas collegit pro museo Lugdunensi D. A. Van Kaathoven, S. T., Novâ Hollandiâ (Melbourne). » Tijdschrift voor Entomologie, vol. 16, p. 236-243 (texte intégral).